# La Place
La Place is een Nederlandse keten van eet- en drinkgelegenheden. Het bedrijf heeft eind 2023 70 vestigingen in haar thuisland, maar is tevens gevestigd in Denemarken, Duitsland, Frankrijk, Indonesië, Oostenrijk, Spanje en de Verenigde Staten. Het merendeel van de vestigingen wordt geëxploiteerd door franchisenemers.

## Geschiedenis

### Ontstaan
Het eerste La Place-restaurant werd op 17 september 1987 geopend in het Utrechtse V&D-filiaal. La Place begon met het serveren van "Franse broodjes". Toen de concurrentie zich hieraan aanpaste werd overgestapt op focaccia. De formule serveerde al in de jaren tachtig vers sinaasappelsap, maar de meeste klanten geloofden dat niet. Daarop werd in het zicht van de kopers het sap geperst, waaruit de uiteindelijke formule is voortgekomen om al het eten en drinken in het zicht van de klant klaar te maken.

### Groei
Op 25 oktober 2007 werd in Antwerpen de eerste Belgische La Place-vestiging geopend. Er werd een vestiging in Kortrijk geopend, maar beide Belgische vestigingen zijn later gesloten.
Een aantal stationsrestauraties werden ook onder de naam La Place geëxploiteerd, als onderdeel van Servex. De restaurants bleken geen succes en werden binnen enkele jaren weer gesloten.
In 2013 werden er twee vestigingen in Duitsland geopend, in Zweibrücken en in Metzingen. Een jaar later werd de eerste locatie buiten Europa geopend op Luchthaven Ngurah Rai in Bali. Daar volgde later datzelfde jaar nog een tweede vestiging.
In 2014 werd er ook een vestiging geopend in het kantoor van Google in New York dat plaats bood aan 1600 gasten. La Place werkte hiervoor samen met Restaurant Associates, een cateringsbedrijf van Google. Later volgden er meer La Place-vestigingen in Google-kantoren.
Anno 2015 had La Place 55 vestigingen in V&D-warenhuizen. Daarnaast waren er vestigingen in winkelcentra, op treinstations, op luchthavens en langs snelwegen. La Place werd in 2015 bezocht door ruim 35 miljoen klanten.
Op 21 december 2015 nam horeca-exploitant HMSHost de drie La Place Express vestigingen op Nederlandse treinstations voor vijf jaar op franchisebasis over van de Nederlandse Spoorwegen. Ook het personeel ging over van de NS naar HMSHost. Het bedrijf verwachtte een omzet van drie miljoen euro per jaar.

### Overname
Na de overname in 2016 van het failliete La Place door de Jumbo Food Groep was de nieuwe eigenaar in gesprek met de curatoren om een deel van de zestig inpandige vestigingen in de V&D-filialen over te nemen. Dit mislukte, maar uiteindelijk werd op 30 april 2016 de vestiging in het voormalige V&D-pand in Arnhem heropend. Hetzelfde gebeurde later ook in Amsterdam en Groningen. In 2016 bezochten zo'n vijftien miljoen klanten een van de La Place-filialen.
De Jumbo Food Groep maakte in januari 2017 bekend de achttien AC-restaurants over te nemen van GR8 Investments. In april 2017 opende La Place haar eerste vestiging in Oostenrijk, in Graz.. Deze vestiging werd in juli 2024 gesloten. Later in 2017 volgden er nieuwe vestigingen in een aantal vestigingen van Hudson's Bay.
In maart en april 2018 werden vestigingen geopend in Haarlem, Amersfoort en Enschede. Later keerde La Place terug in Heerlen. Ook werd de vestiging in het voormalige V&D-pand in Hellevoetsluis heropend.
Op 3 januari 2024 maakte de Jumbo Food Groep de omzetcijfers van La Place in het jaar 2023 bekend. De formule behaalde een consumentenomzet van 133 miljoen euro. Een stijging van 24 procent ten opzichte van een jaar eerder. Nog geen halfjaar later kondigde het concern de verzelfstandiging aan van de restaurantketen.

## Formules
La Place is begonnen als een keten van eetgelegenheden van de in Nederland gevestigde warenhuisketen V&D. De bedenker van het format en oprichter van La Place B.V. is Paul Bringmann. La Place werkt zonder een afgezonderde keuken en bereidt verse producten gedeeltelijk met biologische ingrediënten. De keten werkt voor verswaren zonder voorraad. De producten worden dagelijks vers aangeleverd. Het concern tracht duurzaam te werken door bijvoorbeeld de koffiedrab te laten hergebruiken voor de teelt van oesterzwammen.

### La Place-restaurants
La Place-restaurants waren te vinden in V&D-warenhuizen, ook zijn ze er langs autosnelwegen en op andere plekken met een drukke verkeersstroom. Het zijn zogeheten selfservice restaurants, waar de klant iets uitkiest en ter plekke betaalt voordat hij of zij gaat zitten. In tegenstelling tot andere selfservice restaurants is de ruimte ingedeeld als een markt waarin de gast zich kan bewegen tussen de buffetten en zodoende de producten kan pakken.
Het eet- en drinkgedeelte is ingericht in verschillende stijlen met stoelen, banken en lange leestafels. De restaurants hebben minimaal een vloeroppervlakte van 500 m². Eind 2020 werd het concept van La Place aangepast. Dit vernieuwde concept werd geïntroduceerd in Laren en verzorgingsplaats De Lucht aan de A2 en zou worden uitgebreid naar alle filialen die aan renovatie toe waren. De omgeving kreeg lichtere en frisse kleuren en koffie ging een centrale plaats innemen. Werd de koffie eerst nog met volautomaten bij de kassa ingeschonken, nu werd de koffie in halfautomaten geserveerd en werden er barista's aangetrokken. Ontbijt zou de hele dag geserveerd worden en klanten kregen de mogelijkheid om een voorgesorteerd deli-assortiment mee te nemen.

### La Place-cafés
La Place-cafés bevonden zich meestal op de begane grond van V&D-warenhuizen. Ze zijn een kleinere versie van de La Place-restaurants, met een vloeroppervlakte van 150 tot 300 m².

### La Place Express
La Place Express werkt met een afhaalconcept. Klanten kunnen er sandwiches, vruchtensappen en koffie laten klaarmaken. De vestigingen zijn te vinden op plekken waar zich veel voetgangers bevinden, zoals winkelcentra, winkelstraten, vertrek- en aankomstplekken voor reizigers en stadspleinen. Eind 2015 was de vestiging op Schiphol het drukste. De vloeroppervlakte is 30 tot 150 m². De formule is bedoeld voor franchisers.

## Organisatie

### Eigenaar
La Place was jarenlang eigendom van de V&D Group Holding, het moederbedrijf van het Nederlandse warenhuis V&D, totdat deze op 31 december 2015 failliet werd verklaard. Sinds 2010 was de investeringsmaatschappij Sun Capital Partners via dochter Sun European Partners enig aandeelhouder van de V&D Group Holding. Ten tijde van het faillissement telde La Place meer dan 250 vestigingen wereldwijd en werkten er ongeveer 5200 personen.
Een belangrijk deel van La Place werd verkocht aan de Jumbo Food Groep, inclusief het hoofdkantoor, de merknaam en 61 "losse" vestigingen. Deze onderdelen werden ondergebracht in een nieuwe organisatie, La Place Food B.V. Jumbo betaalde in totaal 48 miljoen euro: 7 miljoen voor inventaris, 1 miljoen voor voorraad, 30 miljoen voor intellectueel eigendom en 10 miljoen voor goodwill.
Op 4 januari 2021 werd bekend dat de Jumbo Food Groep de exploitatie van een groot aantal La Place-vestigingen per 1 april 2021 over zou dragen aan de Vermaat Groep. Vermaat nam de medewerkers, activa en exploitatie van 44 vestigingen over, terwijl Jumbo eigenaar blijft van het La Place-merk, zes eigen restaurants, vier stationslocaties en de (inter)nationale franchiserelaties. Ook zal Jumbo zich verder focussen op de uitbreidingsplannen van de gemaksformule La Place Express en de uitrol van La Place-producten binnen Jumbo Supermarkten. Begin juli 2021 sprak Jumbo-topman Frits van Eerd de ambitie uit dat La Place binnen enkele jaren honderden extra vestigingen zou krijgen in binnen- en buitenland.

### Bedrijfsresultaten
De 
omzet van La Place BV in 2014 bedroeg 230 miljoen euro, een stijging van 2,2% - ofwel 5 miljoen euro - tegenover een jaar eerder. La Place BV maakte in 2014 een winst van 4,7 miljoen euro. In de eerste elf maanden van 2015 was dat 1,4 miljoen euro.

## Trivia
- La Place was de eerste keten met het Beter Leven-keurmerk van de Nederlandse dierenbescherming.[2]
- In 2015 introduceerde La Place een eigen collectie servies en kookgerei.[21]